# Марија Грација Кучинота
Марија Грација Кучинота (итал. Maria Grazia Cucinotta) је италијанска глумица, рођена 27. јула 1968. године у Месини (Италија).

## Филмографија
| Улоге  |                   |                |        |          |
| Година | Српски назив      | Изворни назив  | Улога  | Напомена |
| 1999.  | Свет није довољан |                |        |          |
| 1988.  | Марија Магдалена  | Mary Magdalene | Марија |          |